# Classe Excellence
La classe Excellence è una categoria di navi da crociera progettata per il gruppo crocieristico Carnival Corporation & PLC per i marchi controllati AIDA Cruises, Costa Crociere, P&O Cruises e Carnival Cruise Line. Le navi sono costruite dai cantieri navali Meyer Werft a Papenburg (Germania) e a Turku (Finlandia). La prima nave della classe, AIDAnova, è entrata in servizio nel 2018.
In precedenza, era nota come classe Helios.

## Storia
Nel marzo 2015, Carnival Corporation & PLC ha siglato una partnership strategica con la società tedesca Meyer Werft per la costruzione di nuove navi della Classe Excellence tra il 2019 e il 2022.
A giugno 2015, vengono ordinate due nuove navi per il gruppo Costa Crociere, con consegne tra il 2019 ed il 2021.
A settembre 2016 viene annunciato l'ordine di altre tre navi per conto di Carnival Cruise Line e P&O Cruises, con consegne tra il 2020 ed il 2022. Carnival Cruise Line e P&O Cruises hanno più volte definito le proprie navi come appartenenti alla "XL class".
Le navi della Classe Excellence sono le prime navi da crociera al mondo a poter essere alimentate sia dal tradizionale bunker oil che da gas naturale liquefatto. Con questa scelta si intende rendere il gruppo più attento all'ambiente rispetto al resto del settore riducendo significativamente le emissioni di anidride carbonica e quasi azzerando quelle di zolfo e particolato. Ogni nave ha un costo stimato di €1 miliardo.
Tre delle prime quattro navi della classe, AIDAnova, Costa Smeralda e Mardi Gras, hanno subito ritardi nella consegna, a causa delle complessità dei progetti in quanto prime navi da crociera LNG.
Nove navi entreranno in servizio entro il 2023. Altri due seguiranno entro il 2028.
Silverstream Air Lubrication System

## Navi
Attualmente sei navi sono in servizio e tre in costruzione.
| Nave                 | Immagine | Sottoclasse     | Bandiera | Stazza  | Stato          | Armatore             | Anno | Cantiere navale         | Numero IMO | Numero costruzione | Note |
| -------------------- | -------- | --------------- | -------- | ------- | -------------- | -------------------- | ---- | ----------------------- | ---------- | ------------------ | --- |
| AIDAnova             |          | classe Helios   |          | 183 900 | In servizio    | AIDA Cruises         | 2018 | Meyer Werft (Papenburg) | 9781865    | S.696              | Prima nave da crociera al mondo alimentata completamente da gas naturale liquefatto. Lavori iniziati il 27 febbraio 2017 e terminati il 12 dicembre 2018. |
| Costa Smeralda       |          | classe Smeralda |          | 183 900 | In servizio    | Costa Crociere       | 2019 | Meyer Turku (Turku)     | 9781889    | NB 1394            | Lavori iniziati il 13 settembre 2017 e terminati il 5 dicembre 2019.                                                                                      |
| Iona                 |          | classe XL       |          | 183 900 | In servizio    | P&O Cruises          | 2020 | Meyer Werft (Papenburg) | 9826548    | S.710              | Lavori iniziati il 25 aprile 2018 e terminati il 9 ottobre 2020.                                                                                          |
| Mardi Gras           |          | classe XL       |          | 183 900 | In servizio    | Carnival Cruise Line | 2020 | Meyer Turku (Turku)     | 9837444    | NB 1396            | Lavori iniziati il 15 novembre 2018 e terminati il 18 dicembre 2020.                                                                                      |
| AIDAcosma            |          | classe Helios   |          | 183 900 | In servizio    | AIDA Cruises         | 2022 | Meyer Werft (Papenburg) | 9781877    | S.709              | Lavori iniziati il 15 agosto 2019. |
| Costa Toscana        |          | classe Smeralda |          | 183 900 | In servizio    | Costa Crociere       | 2021 | Meyer Turku (Turku)     | 9781891    | NB 1395            | Lavori iniziati il 30 luglio 2019. E terminati il 2 Dicembre 2021.                                                                                        |
| Carnival Celebration |          | classe XL       |          | 183 900 | In servizio    | Carnival Cruise Line | 2022 | Meyer Turku (Turku)     | 9837456    | NB 1397            | |
| Arvia                |          | classe XL       |          | 183 900 | In servizio    | P&O Cruises          | 2022 | Meyer Werft (Papenburg) | 9849693    | S.716              | |
| Carnival Jubilee     |          | classe XL       |          | 183 900 | In servizio    | Carnival Cruise Line | 2023 | Meyer Werft (Papenburg) | 9851737    | S.717              | |
| Carnival Festivale   |          | classe XL       |          |         | In costruzione | Carnival Cruise Line |      |                         |            |                    | |
| Carnival Tropicale   |          | claxxe XL       |          |         |                | Carnival Cruise Line |      |                         |            |                    | |

new ships: Carnival Festivale & Carnival Tropicale
https://www.carnival-news.com/2025/04/06/carnival-cruise-line-unveils-an-exciting-innovation-itinerary-of-new-ships-fleet-enhancements-deployment-plans-and-exclusive-destinations
https://cruiseindustrynews.com/cruise-news/2025/04/carnival-reveals-first-details-on-next-new-ships/
https://www.carnival.com/cruise-ships/introducing-carnival-festivale-and-carnival-tropicale
https://www.carnival-news.com/2025/04/09/start-the-music-first-steel-cut-on-carnival-festivale
https://www.meyerwerft.de/en/press/press_detail/steel_cut_start_of_production.jsp
https://www.carnival-news.com/2025/08/13/featuring-the-most-family-friendly-water-park-at-sea-carnivals-next-new-ship-to-sail-six-and-eight-day-caribbean-cruises-from-port-canaveral-in-202728
https://www.carnival-news.com/2025/08/15/carnival-festivale-keel-laying-sets-tempo-for-new-music-themed-ship-s-construction
https://www.meyerwerft.de/en/press/press_detail/meyer_werft_lays_keel_for_new_cruise_ship_for_carnival_cruise_line.jsp